# Betchworth
Betchworth – wieś w Anglii, w hrabstwie Surrey, w dystrykcie Mole Valley. Leży 32 km na południe od centrum Londynu. Miejscowość liczy 919 mieszkańców.